# United Trinity
En fútbol, la Trinidad del United o Santísima trinidad (en inglés: United Trinity or Holy Trinity) se refiere a la terna de futbolistas del Manchester United Football Club formada por George Best, Denis Law y Bobby Charlton, quienes fueron artífices de llevar a su equipo a ser el primero inglés en vencer la Copa de Clubes Campeones Europeos —conocida simplemente como Copa de Europa y actualmente como Liga de Campeones— tras vencer la edición de 1968.
Charlton era miembro de los conocidos como los «Busby Babes», un grupo de talentosos jugadores jóvenes procedentes de la cantera del club y dirigidos por Matt Busby —por quien recibieron el califictivo— y su asistente Jimmy Murphy y el ojeador Joe Armstrong, quien descubrió a Charlton en 1953 y a Best en 1961. Law llegó al club en 1962 procedente de la Associazione Calcio Torino italiana por una cifra de £ 115.000, récord de un traspaso del club en la época, si bien ya era conocido en Mánchester al haber jugado en el rival Manchester City Football Club.
Están considerados como tres de los mejores jugadores británicos de la historia, además de ser tres de los jugadores históricos del club y del fútbol inglés.
| De inmediato, se podía ver la gran química entre ellos. Los grandes jugadores saben jugar juntos. Por duro que fuera el partido, siempre sabías que Bobby podía desatar uno de sus disparos desde Dios sabe dónde, Denis haría algo de la nada dentro del área o George haría algo mágico. —Paddy Crerand. |

## Los jugadores

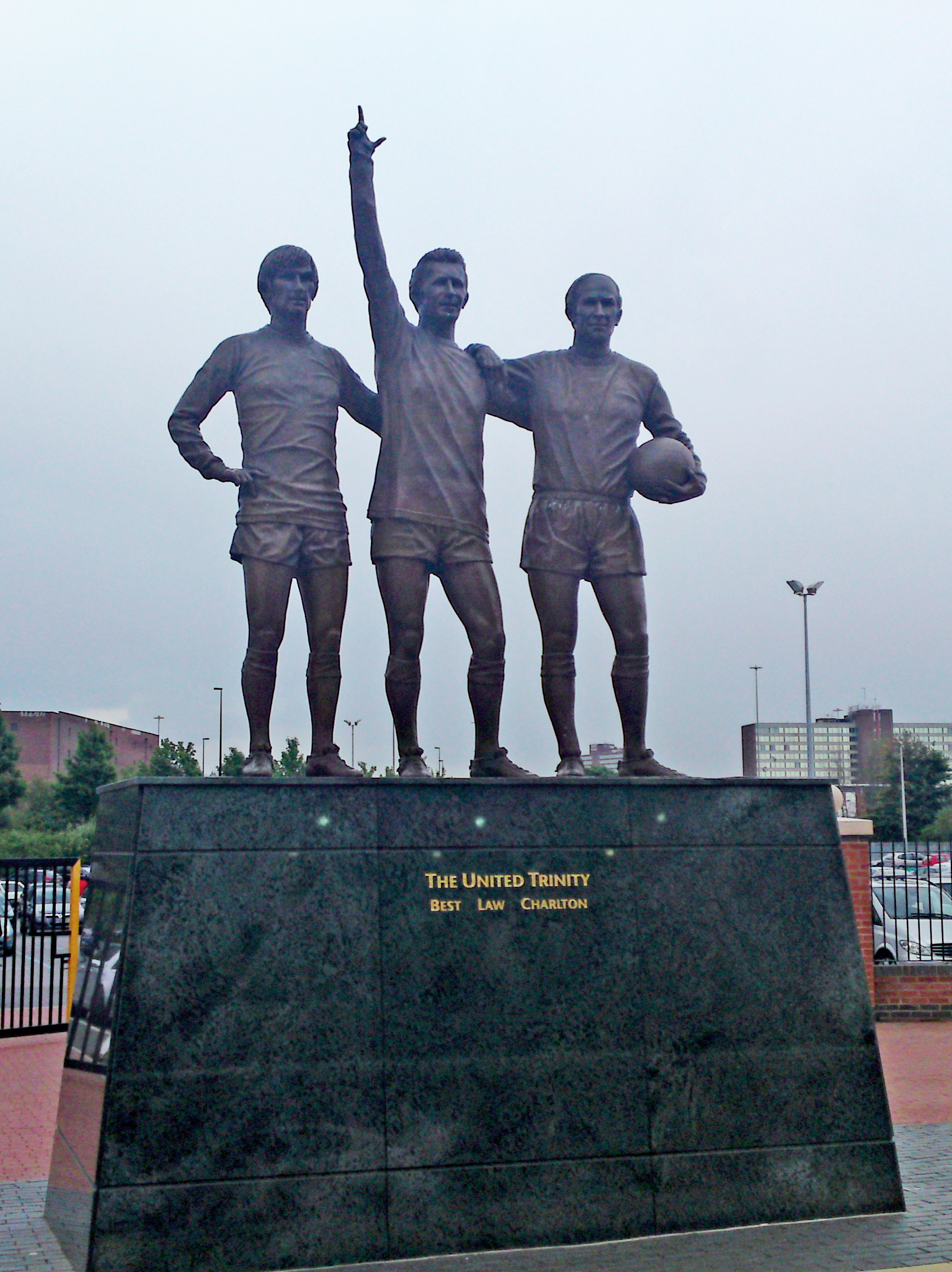
Estatua de los exteriores de Old Trafford que representa la «United Trinity».

Charlton hizo su debut el 6 de octubre de 1956, marcando un doblete en la victoria por 4–2 frente al Charlton Athletic Football Club; Law lo hizo el 18 de agosto de 1962, marcando un gol en el empate 2–2 contra el West Bromwich Albion Football Club; y aunque Best debutó frente al West Bromwich Albion F. C. el 14 de septiembre de 1963, no sería hasta el partido del 18 de enero de 1964 cuando los tres coincidieron en la alineación titular en una victoria por 4-1 —y en la que los tres marcaron los cuatro goles—.
A lo largo de la década de 1960, los tres fueron galardonados con el Balón de Oro, trofeo otorgado al mejor jugador del mundo. Desde entonces, sólo Cristiano Ronaldo en 2008 ha ganado el premio jugando para el United. Combinados, los jugadores anotaron 665 goles en 1633 partidos. El dirigente Bill Shankly relató cómo una vez preparó psicológicamente a su equipo del Liverpool Football Club antes de un partido contra ellos. “Tomé las figuras de Bobby Charlton, Denis Law y George Best del campo de juego y las puse en mi bolsillo izquierdo, y luego les dije a nuestros jugadores: "No se preocupen por ellos, no pueden jugar".” Fue psicología, por supuesto, Charlton, Best y Law fueron tres de los mejores jugadores del mundo.
Best murió el 25 de noviembre de 2005, y Law y Charlton se encontraron entre los últimos que le visitaron en el hospital. Un año después se anunció que una estatua del trío sería creada a las afueras de Old Trafford, que fue revelada en 2008.
En los años subsecuentes, varios triunviratos han sido referidos como la nueva trinidad, el formado por Ryan Giggs-Paul Scholes-Gary Neville, quienes jugaron juntos entre 1992 y 2011; el de Cristiano Ronaldo-Wayne Rooney-Carlos Tévez, entre 2007 y 2009; y el de Wayne Rooney-Robin van Persie-Juan Mata, desde enero de 2014 hasta la salida de Van Persie en julio de 2015.